# Józef Przerwa-Tetmajer
Józef Przerwa-Tetmajer (ur. 14 marca 1804 w Czermnej k. Jasła, zm. 25 marca 1880 w Krakowie) – polski matematyk, poeta, uczestnik powstania listopadowego, działacz patriotyczny, przyjaciel Seweryna Goszczyńskiego.

## Życiorys
Był synem Wojciecha Tetmajera i Justyny z Choynowskich (z Bączala Górnego – córka Andrzeja Choynowskiego i Heleny z Żukowskich primo voto  Nidecka, secundo voto Choynowska), młodszym bratem Leona Tetmajera oraz stryjecznym bratem Karola Tetmajera (dziad Kazimierza i Włodzimierza Przerwa-Tetmajerów). Ojciec Józefa i stryj Stanisław (sekretarz Sądu Krajowego w Tarnowie) otrzymali szlachectwo galicyjskie 21 marca 1794 i tym samym od tegoż roku oni i ich potomkowie nosili nazwisko w brzmieniu „Tettmayer von Przerwa”.
W latach 1822–1825 studiował na Uniwersytecie Wiedeńskim. W roku 1831 brał udział w powstaniu listopadowym. Był działaczem patriotycznym, w latach 1830–1833 działał w konspiracji w Galicji (m.in. w partyzantce J. Zaliwskiego), następnie we Francji, gdzie był budowniczym dróg wielkiej komunikacji. Około roku 1846 wrócił do Galicji, gdzie był geometrą sądowym w okręgu tarnowskim, a następnie osiadł w Krakowie. Od roku 1873 był zagranicznym członkiem korespondentem Akademii Umiejętności w Krakowie, a od 1878 roku członkiem korespondentem krajowym.
Przyjaźnił się z Sewerynem Goszczyńskim, który w latach 1831–1832 mieszkał z nim u jego matki w Mikołajowicach k. Wojnicza i opisał to w swym Dzienniku podróży do Tatrów. Obaj poeci mieszkali też krótko razem w podparyskiej miejscowości Neuilly-sur-Marne w roku 1839.

## Twórczość
Tetmajer był twórczym matematykiem. Ogłosił drukiem kilkanaście prac z zakresu algebry i teorii funkcji analitycznych. Był jednym z pierwszych Polaków, którzy publikowali swe prace po francusku m.in.: Solution relatives au trace curviligne des voies de communications (1847), Théorème général sur la convergence des séries (1851), Formules pour le développement des fonctions implicites (1853), Principes fondamentaux du calcul transcendant. (1857),  Intégration des fonctions goniométriques (1861), Résolution générale des équations trinomes (1872). Publikował również po polsku m.in. w "Pamiętniku" Akademii Umiejętności opublikował 3 krótkie prace (np. Wykład elementarny wzorów do rozwiązywania równań trzechwyrazowych, 1878) oraz dłuższą rozprawę Nowy wzór do całkowania za pomocą szeregów (1880).
Tetmajer ogłosił m.in. dwa zbiorki swych wierszy: Pieśni (Lwów, 1829) i rozszerzone wydanie Poezje liryczne (Lwów, 1830). W obu wydaniach była jego Pieśń wojskowa, popularna w czasie powstania listopadowego i później, a zaczynająca się od słów: Jak wspaniała nasza postać. We wspomnianych zbiorkach ukazały się też jedne z pierwszych wierszy tatrzańskich i podhalańskich, m.in. Przy Morskiem Oku (pierwszy utwór poetycki na ten temat), Czorsztyn i Góral na polanie (w stylu sielanek) oraz popularny wśród współczesnych wiersz Kominek.